# Rudolf z Emsu
Rudolf z Emsu, také Rudolf von Ems (kolem 1200 Hohenems, Vorarlbersko – 1254 Itálie) byl středověký německý (resp. rakouský) literát, básník epik.

## Život

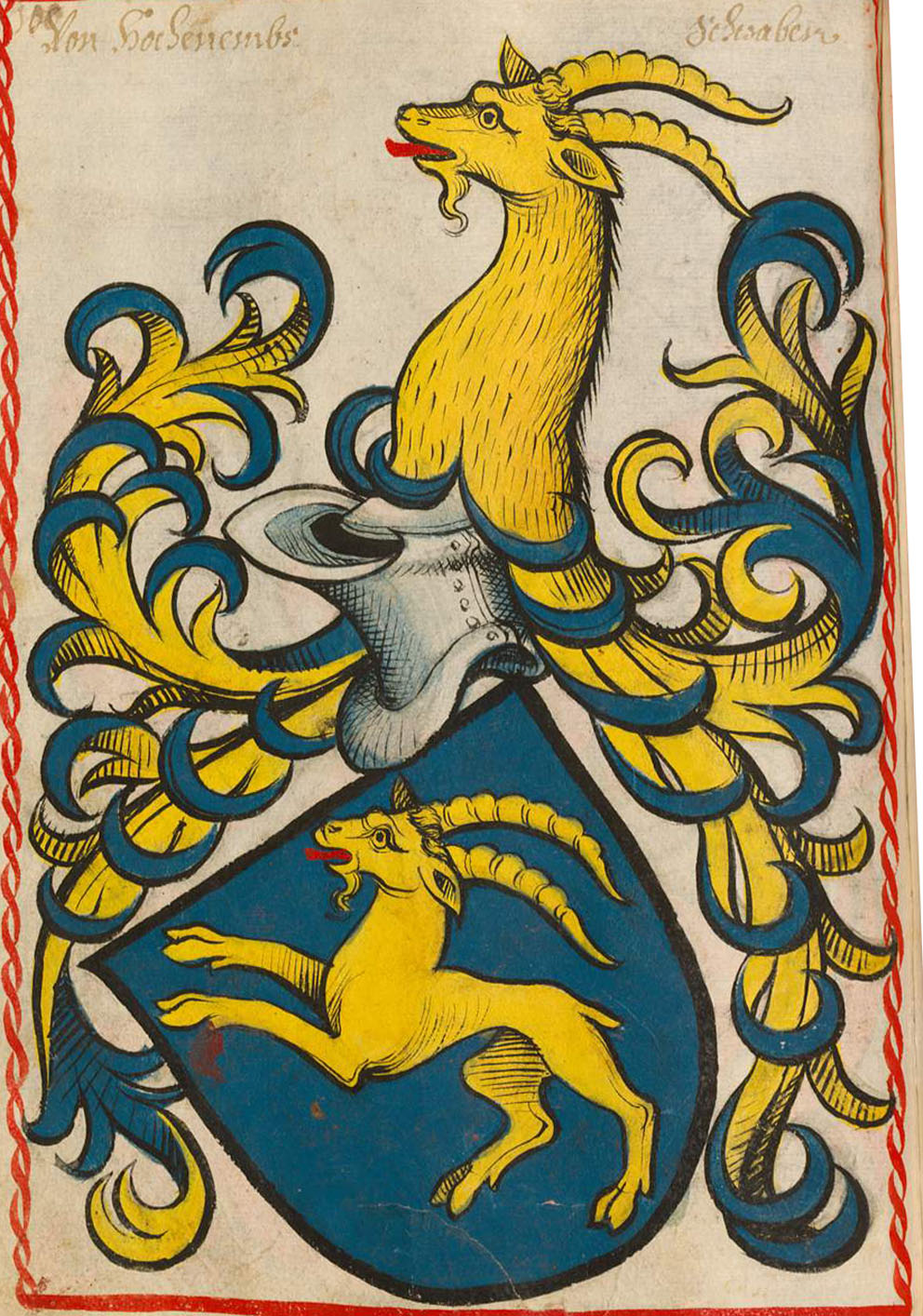
Rodový erb pánů z Emsu, 15. stol.

Rudolf pocházel z významného šlechtického rodu pánů z Emsu (povýšeného v roce 1560 do stavu říšských hrabat z Hohenemsu), ve Vorarlbergu při západní hranici Rakouska, někdy označovaném za švýcarské území kantonu Graubünden, nebo za německé území. Tam se narodil a jako začínající literát vstoupil do služeb hrabat z Montfortu na sousedním panství. Pro toto období bylo typické, že literáti objížděli panská sídla a svá díla předváděli.
Rudolfova literární tvorba se datuje mezi léta 1220 a 1254, ale stále není zcela probádáno, kudy cestoval a která další nezvěstná díla mohl napsat.

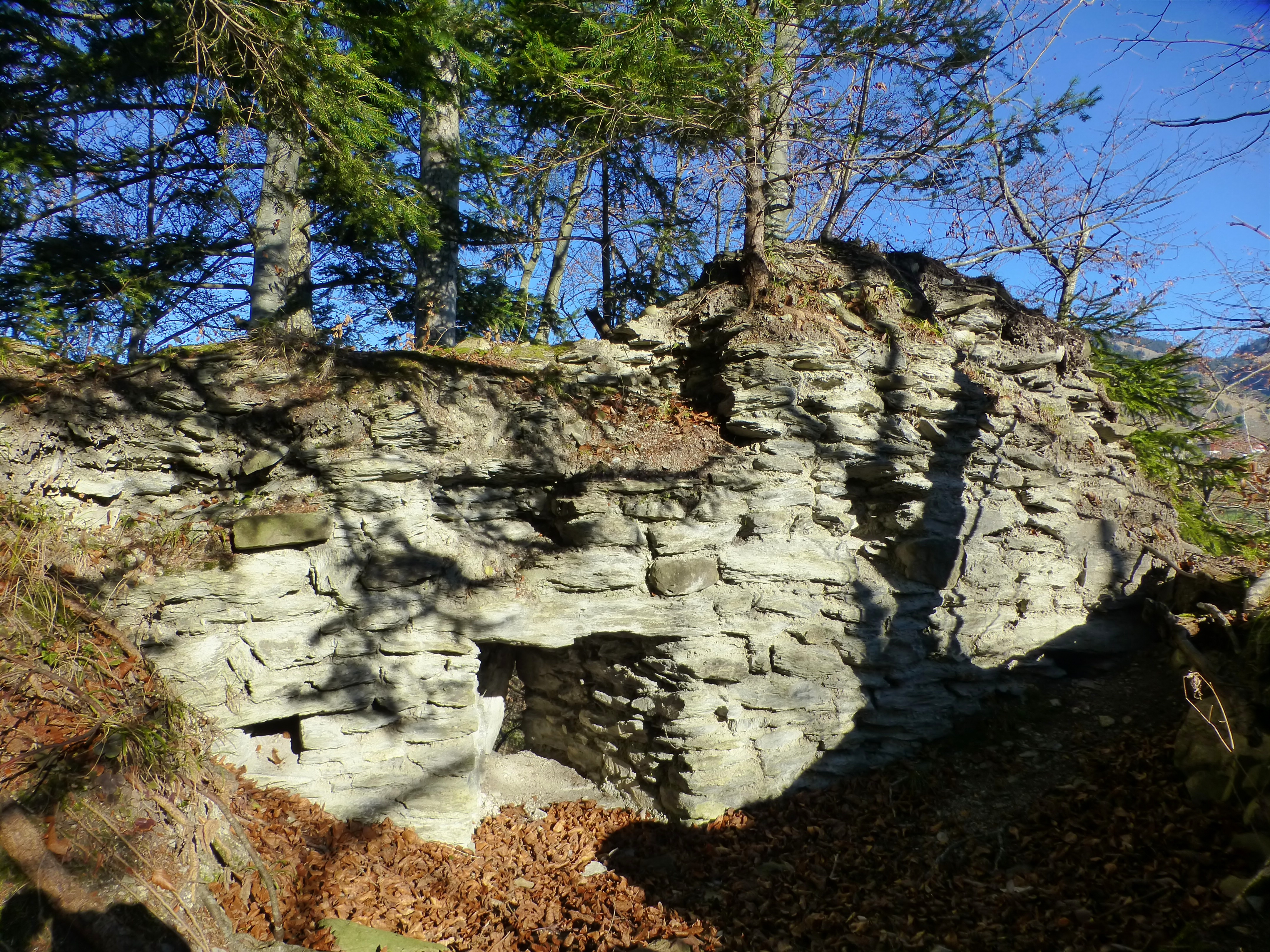
Ruina hradu Alt-Montfort

Rudolf z Emsu pravděpodobně doprovázel krále Konráda IV. Štaufského na jeho italské cestě, tam zemřel a není známo, kde byl pohřben.

## Literární dílo

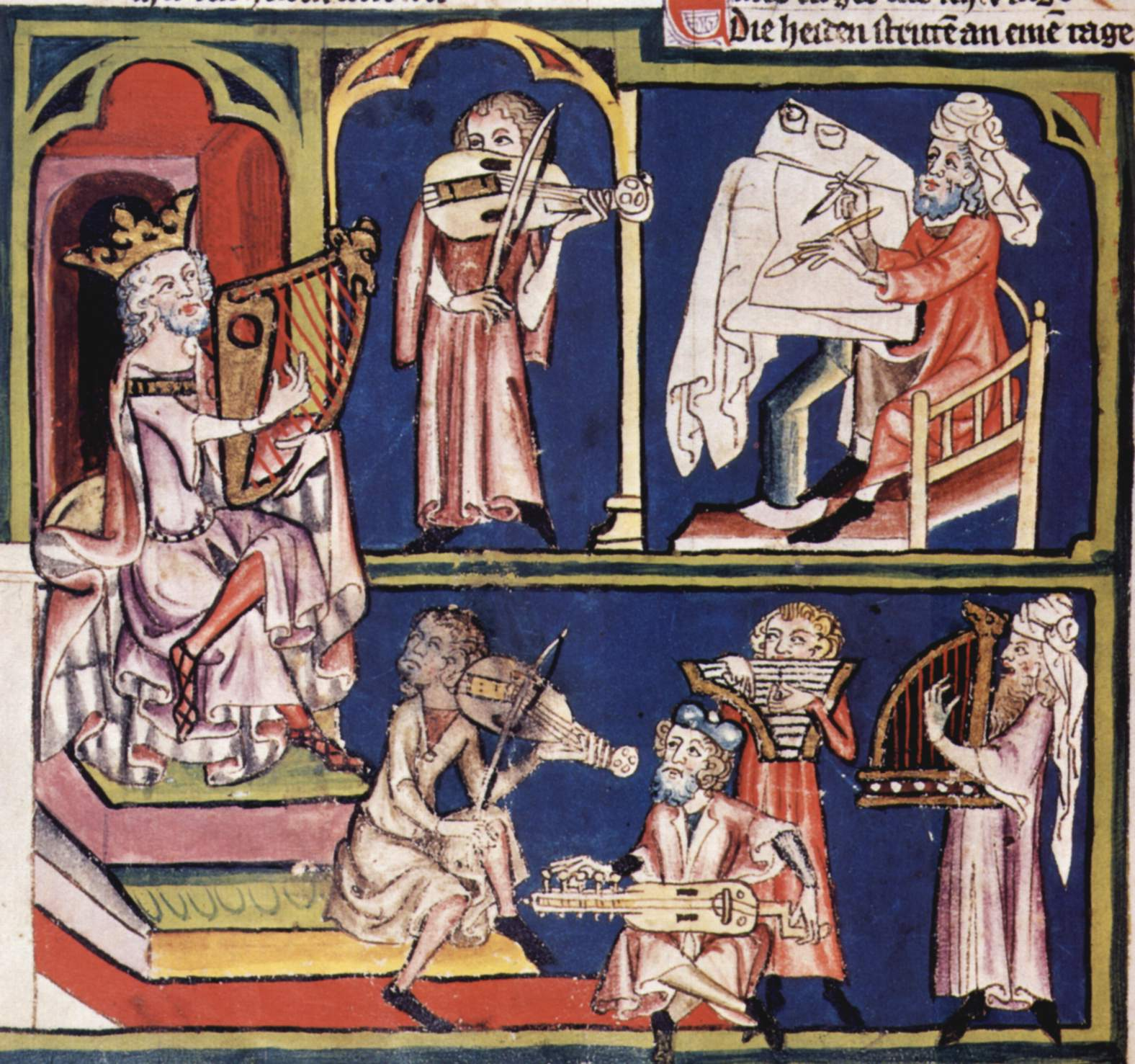
Ze Světové kroniky: Král David mezi literáty a hudebníky; kolem 1340, Ústřední knihovna Curych

Rudolf se sám označil za pokračovatele Gottfrieda ze Štrasburku, jehož Tristana citoval.
- Der guote Gêrhart – Rudolfovo nejstarší známé dílo. Vypráví příběh o smrti dobrého muže Gerharda, zpracovaný pravděpodobně podle latinských předloh.
- Barlaam a Josafat [2], pochází z let 1225–1230; je původně starořeckou ságou o indickém královském synovi, obráceném na víru.
- Román o Alexandrovi – napsal kolem roku 1240, ale nedokončil. Má 21 000 veršů. Použil archetyp rytířského románu o hrdinném králi Alexandru Velikém, podle Curtia Rufa a Gualtera de Castellione[3], posloužil za vzor pozdějším eposům.
- Weltchronik (Světová kronika)[4] – Rudolfovo poslední dílo, s věnováním králi Konrádovi IV. Štaufskému. První německojazyčná kronika, která je kompilací několika starších prací, obsahuje bibli v lidové verzi Vulgata, následuje Historia Scholastica, kterou napsal Petr Comestor, Imago Mundi (Obraz světa) napsal Honorius Augustodunensis (před rokem 1151) a Pantheon Gottfried von Viterbo. Mezi dochovanými rukopisy tohoto díla zaujímá důležité místo iluminovaný rukopis, sestavený v Praze ve třetí čtvrtině 14. století v okruhu královského dvora císaře Karla IV.; nyní uložený v Zemské knihovně ve Fuldě.
- Willehalm von Orlens, pravděpodobně popisuje život normanského krále Viléma Dobyvatele[5]

## Význam pro české země
Znalost díla Rudolfa z Emsu se předpokládá již na dvorech posledních Přemyslovců (Přemysla Otakara I. a II., Václava II.) a není vyloučeno, že jako potulný literát na českých hradech pobýval. Obliba jeho literárních děl trvala i v době lucemburské, jak svědčí nejvýznamnější iluminovaný rukopis Rudolfovy Světové kroniky z dvorského prostředí Karla IV.